# Senescenza cellulare
La senescenza cellulare è uno stato in cui la cellula non è più in grado di proliferare, ed è caratterizzata da una perdita della funzione fisiologica, da una resistenza all'apoptosi (la cellula senescente va in apoptosi con un ritmo inferiore) e da varie modifiche cellulari come l'aumento del volume citoplasmatico e la presenza di doppi nuclei in alcuni tipi di cellule.
La senescenza è una possibile risposta della cellula, al posto dell'apoptosi, ad eventi che alterano il DNA. Tra i possibili stimoli per il fenotipo senescente vi sono: consumo dei telomeri dovuto alle numerose duplicazioni; alterazione della cromatina e forti segnali mitogenetici.
In generale una cellula senescente viene fisiologicamente fagocitata dai macrofagi.

## Funzione
La senescenza cellulare svolge fisiologicamente funzioni importanti legate al corretto sviluppo di alcuni organi ed è anche un meccanismo di protezione dalla proliferazione incontrollata delle cellule tumorali le quali, diventate senescenti, non proliferano ulteriormente.
Vi sono comunque anche effetti negativi legati alla senescenza cellulare: l'accumulo di cellule senescenti in un organo ne altera la funzione fino a comprometterla; inoltre sembra esserci una stretta associazione tra incremento di cellule senescenti e cancro.
I tessuti invecchiati hanno un maggiore numero di cellule senescenti, ma ad oggi non è ancora chiaro se questo fenomeno sia dovuto ad un aumento del ritmo con cui le cellule diventano senescenti o ad una riduzione dell'efficienza del sistema immunitario nel rimuoverle.

## Secretoma nelle cellule senescenti
La senescenza cellulare non è un fenomeno che coinvolge solo la singola cellula senescente. Le cellule senescenti influenzano anche le cellule vicine rilasciando continuamente vari segnali chimici (proteine, citochine, RNA in esosomi) tramite segnalazione paracrina.
L'insieme delle proteine segnalatrici prodotte dalle cellule senescenti caratterizza SASP (Senescent Associated Secretory Phenotype).
Queste proteine possono modificare il comportamento delle cellule contigue in base al contesto (inducendo proliferazione o senescenza) e richiamando le cellule del sistema immunitario (in generale i macrofagi per procedere con la loro rimozione).

## Senescenza cellulare e tumore
Il legame tra tumore e cellule senecenti potrebbe essere nel fatto che le cellule tumorali percepiscono le SASP come fattori di crescita.